# Glenea mucorea
Glenea mucorea är en skalbaggsart som beskrevs av Aurivillius 1927. Glenea mucorea ingår i släktet Glenea och familjen långhorningar. Inga underarter finns listade i Catalogue of Life.